# Francisco Javier Riera Galbis
Francisco Javier Riera Galbis (Novelda, 1818 - Mutxamel, 1877) fou un terratinent, militar i polític valencià de la primera meitat del segle xix.
Ingressà a l'exèrcit i arribà al grau de coronel de cavalleria. Després es va establir a Alacant, on fou administrador de la Fàbrica de Tabac d'Alacant. Alhora fou membre del Partit Progressista i participà en la vicalvarada, mercè la qual fou tinent d'alcalde i després alcalde d'Alacant entre 1854 i 1855. Durant el seu mandat hagué d'enfrontar-se a una epidèmia de còlera. Després va tornar a administrar la Fàbrica d'Alacant, però tornaria a ser regidor d'Alacant durant el Sexenni Democràtic. En 1870 fou membre de la Junta Provincial de Primer Ensenyament. Va morir el 1877.